# Nâves-Parmelan
Nâves-Parmelan è un comune francese di 931 abitanti situato nel dipartimento dell'Alta Savoia della regione dell'Alvernia-Rodano-Alpi.

## Società

### Evoluzione demografica
Abitanti censiti